# 橫手站
横手站（日语：／ Yokote eki */?）是東日本旅客鐵道（JR東日本）的鐵路車站，位於日本秋田縣横手市站前町。除了客運業務外，日本貨物鐵道（JR貨物）在橫手車站的站區內也設有橫手線外貨運站（横手オフレールステーション）。

## 車站構造

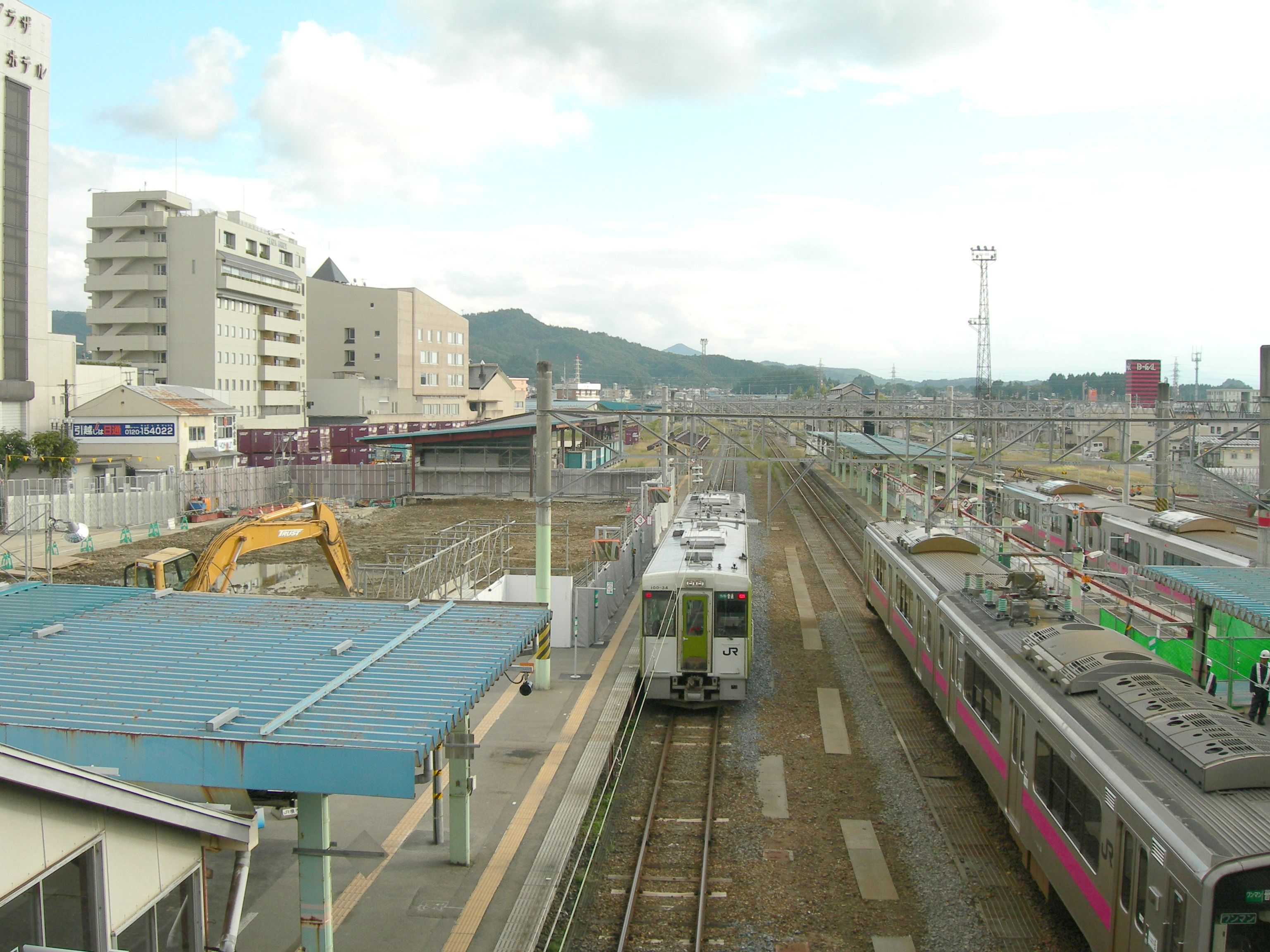
站內範圍（2010年9月）

車站位於地面，站房為跨站式站房設計。站房內設有自動剪票機、綠色窗口、View Plaza、自動售票機、劃位車票售票機及候車室。現時車站並沒有售賣便當。
車站範圍內設有橫手運輸區。另設有轉車盤，是奧羽本線和北上線運行蒸汽機車時供機車轉換行車方向的設備。
月台為側式月台2面2線及島式月台1面2線設計。其中4號月台為已廢線的羽後交通橫莊線的月台。

### 月台配置
| 月台 | 路線              | 目的地                 |
| ---- | ----------------- | ---------------------- |
| 1    | ■北上線           | 安心湯田、北上方向     |
| 2    | ■奧羽本線（上行） | 湯澤、新方向           |
| 3    | ■奧羽本線（下行） | 大曲、秋田方向         |
| 4    | ■                 | （只限一部分列車使用） |

## 使用情況
以下是歷年平均搭乘人次統計：
| 年度   | 每日平均乘客數 | 參考資料 |
| ------ | -------------- | -------- |
| 2000年 | 1,878          | [ 4 ]    |
| 2001年 | 1,855          | [ 5 ]    |
| 2002年 | 1,803          | [ 6 ]    |
| 2003年 | 1,715          | [ 7 ]    |
| 2004年 | 1,680          | [ 8 ]    |
| 2005年 | 1,588          | [ 9 ]    |
| 2006年 | 1,535          | [ 10 ]   |
| 2007年 | 1,494          | [ 11 ]   |
| 2008年 | 1,487          | [ 12 ]   |
| 2009年 | 1,467          | [ 13 ]   |
| 2010年 | 1,427          | [ 14 ]   |
| 2011年 | 1,394          | [ 15 ]   |
| 2012年 | 1,374          | [ 16 ]   |
| 2013年 | 1,407          | [ 1 ]    |

## 历史

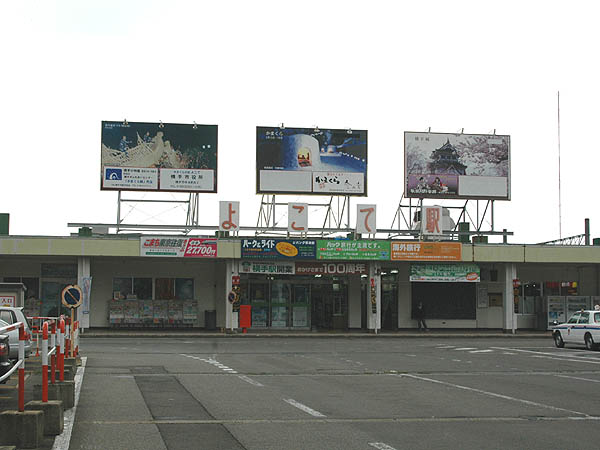
舊站房外觀（2005年9月）

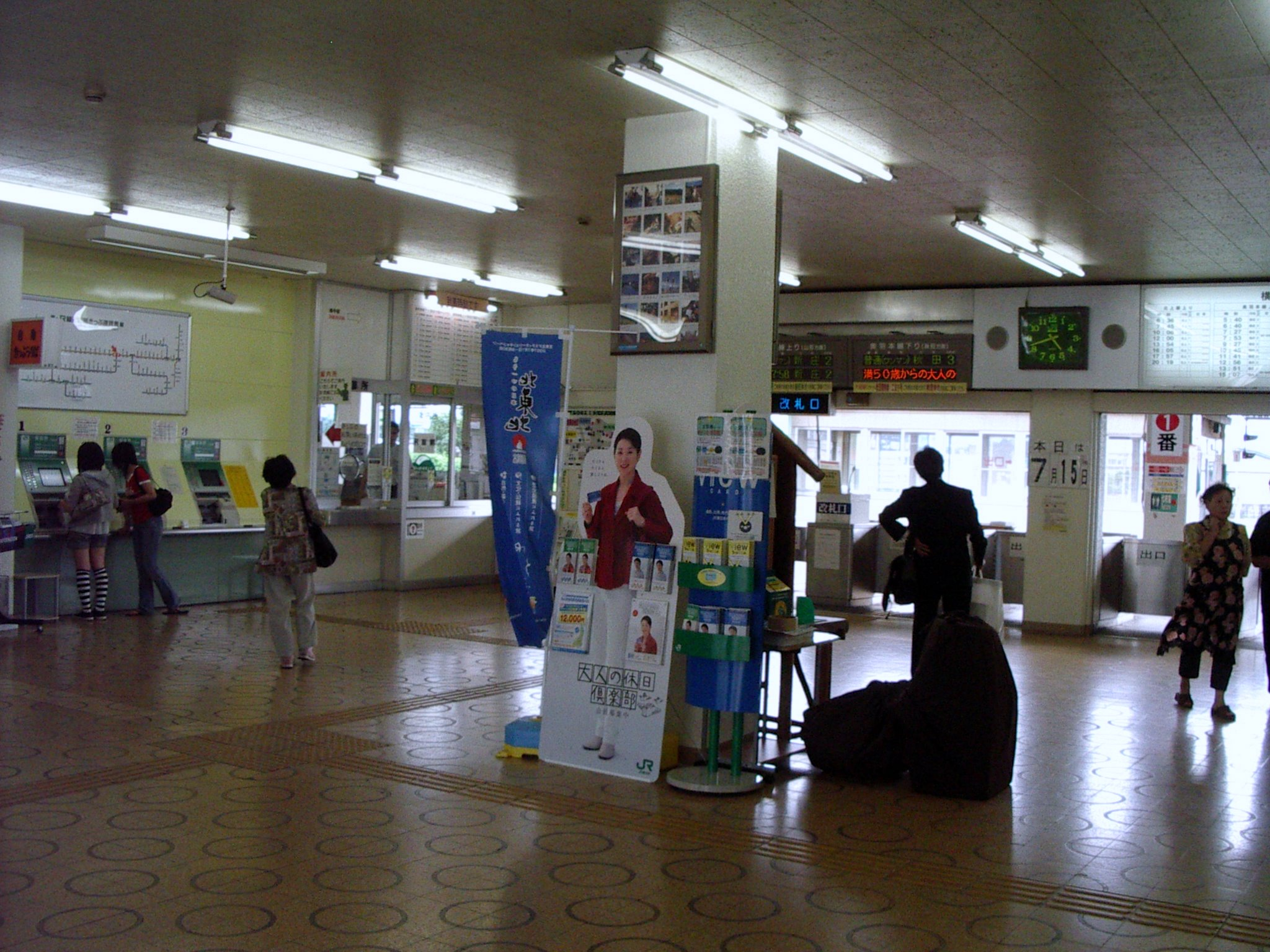
舊站房內部（2007年7月）

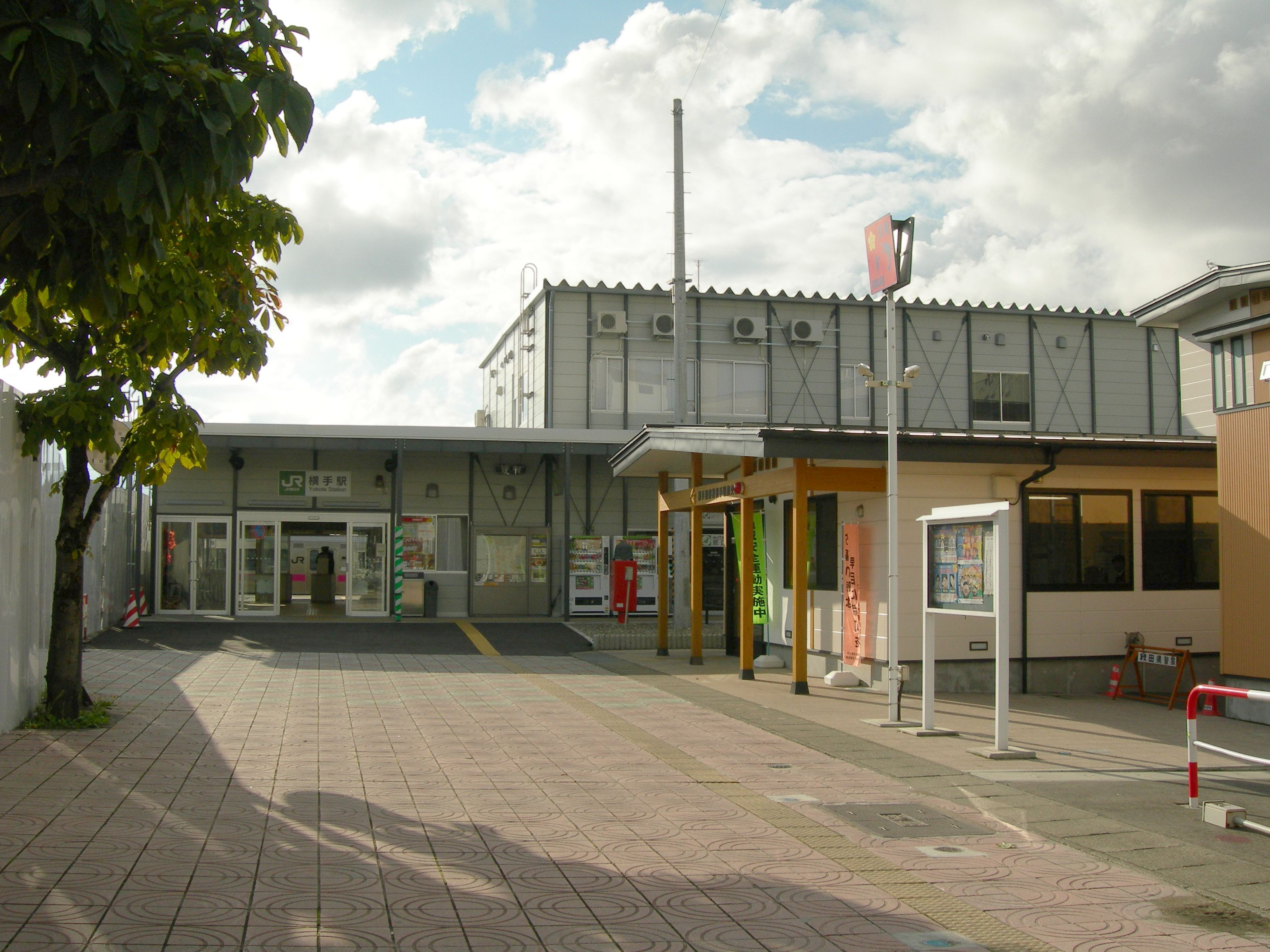
臨時站房（2010年10月）※至於2010年6月－2011年9月使用

- 1905年（明治38年）6月15日－日本國有鐵道（日本國鐵）橫手站開業，為一般車站。
- 1918年（大正7年）8月18日－橫莊交通線（即後來的羽後交通橫莊線）開業。
- 1920年（大正9年）10月10日－西橫黑輕便線（即後來的北上線）開業。
- 1922年（大正11年）3月15日－日本國鐵增設經奧羽本線來往上野和青森的急行班次，本站是其中一個停車站[17]。
- 1924年（大正13年）11月－為配合橫黑線（即後來的北上線）全通而改建站房[17]。
- 1945年（昭和20年）
  - 7月15日－站前地區遭受空襲[17]。
  - 8月5日－站前地區再遭受空襲，1名國鐵職員被站內貨倉的爆風波及死亡[17]。
- 1961年（昭和36年）10月1日－日本國鐵進行「3、6、10」大規模時間表訂正，奧羽本線增設特急「翼」號，本站是其中一個停車站。
- 1968年（昭和43年）10月1日－開設綠色窗口[17]。
- 1970年（昭和45年）7月1日－日本國鐵增設臥鋪特急「曙」號，本站是其中一個停車站（同年10月1日升格為定期班次）。
- 1971年（昭和46年）4月20日－羽後交通橫莊線廢線。
- 1974年（昭和49年）1月16日－受大雪影響，上行「曙」號臥鋪特急列車被困於本站兩天。同時奧羽本線停駛4天、北上線停駛一週。由於有大量積雪，需要出動自衛隊人手協助清理[17]。
- 1978年（昭和53年）11月1日－改建站房啟用[17]。
- 1979年（昭和54年）8月11日－站前廣場落成啟用[17]。
- 1986年（昭和61年）11月1日－停辦貨運、行李托運服務。
- 1987年（昭和62年）
  - 3月31日－復辦貨運服務，但復辦當時並沒有定期貨運列車停靠該站。
  - 4月1日－國鐵分割民營化，本站由JR東日本和JR貨物接手經營。
- 1990年（平成2年）3月10日－JR貨物站區開設集裝箱貨運服務。
- 1992年（平成4年）7月1日－山形新幹線開業，同日廢除在來線特急「翼」號。同時增設行駛奧羽本線在來線段的特急「駒草」號代替。
- 1996年（平成8年）
  - 3月16日－JR貨物站區停止讓定期貨運列車停靠本站，改用貨車運到其他大型貨運站。
  - 3月30日－由於田澤湖線需要進行改軌工程（改軌後的路段成為秋田新幹線），該線全面停駛。而同日開設代替該線特急「田澤湖」號的「秋田接力」號。該列車經本站進入北上線，運行至北上站。
- 1997年（平成9年）3月22日－秋田新幹線開業，同日廢除「秋田接力」號，而「曙」號列車則改變運行路線。自此不再有來往東京首都圈的定期優等列車班次停靠本站。
- 1999年（平成11年）12月4日－山形新幹線延伸至新庄，同日特急「駒草」號被降格為快速班次。自此不再有定期特急班次停靠本站。
- 2005年（平成17年）6月12日－舉辦慶祝本站開業100週年活動。
- 2006年（平成18年）4月1日－JR貨物開設橫手線外貨運站。
- 2010年（平成22年）6月28日－動工興建跨站式站房，開始拆卸舊站房並啟用臨時站房。「Resort下北」號當日亦延長運行。
- 2011年（平成23年）
  - 9月26日－跨站式站房落成啟用[18][2]。同時新設的自動剪票機於當天首班列車啟用，劃位車票售票機於當天早上5時30分啟用[3]。
  - 10月1日－站內非付費區通道啟用[18]。同時車站發車音樂改用源自當地作家石坂洋次郎的電影「藍色山脈」的主題曲[19][20]。

## 相鄰車站
東日本旅客鐵道
■奧羽本線
□快速（只限下行1班運行）
十文字 → 橫手 → 飯詰
■普通
柳田－橫手－後三年
■北上線
相野野－矢美津－橫手

## 外部連結
- JR東日本－橫手站 （页面存档备份，存于）（日語）

39°18′36.9″N 140°33′38″E / 39.310250°N 140.56056°E